# Elsbeth Bruck
Elsbeth Bruck (geboren 17. November 1874 in Ratibor, Oberschlesien als Elisabeth Bruck; gestorben 20. Februar 1970 in Berlin) war eine deutsche Pazifistin und Friedensaktivistin.

## Leben und Wirken
Elsbeth Bruck wurde am 17. November 1874 in der oberschlesischen Stadt Ratibor geboren. Sie war das achte und jüngste Kind des jüdischen Gutshofbesitzers Fedor Bruck (1834–1892) und dessen Ehefrau Friederike, geborene Mockrauer (1836–1924). Ihre Eltern führten in Ratibor das Hotel „Prinz von Preußen“, das nach dem Tod des Vaters von ihrem ältesten Bruder Felix übernommen wurde. Im Jahr 1902 zog Elsbeth mit ihrer älteren Schwester Franziska und ihrer Mutter nach Berlin.
Bruck war Mitglied und als Nachfolgerin von Lilly Jannasch Geschäftsführerin des Bundes Neues Vaterland, der bedeutendsten deutschen pazifistischen Vereinigung im Ersten Weltkrieg, aus der später die Deutsche Liga für Menschenrechte hervorging. Im Jahre 1914 gegründet, hatte sich der Bund politisch immer mehr nach links entwickelt, und seine Mitglieder waren deswegen zunehmenden Verfolgungen ausgesetzt. Sowohl Bruck als auch Jannasch wurden in „Sicherheitshaft“ genommen, und im Februar 1916 wurde der Bund durch die Politische Polizei verboten. Dennoch blieb Bruck weiterhin politisch aktiv: Gemeinsam mit Jannasch und mit Unterstützung des wohlhabenden Unternehmers Julius Gerson, dessen Villa in Dahlem den Pazifisten als heimlicher Treffpunkt diente, war sie an der Herstellung und dem Vertrieb der sogenannten Lichnowsky-Broschüre beteiligt. Karl Max von Lichnowsky, der ehemalige deutsche Botschafter in London, hatte diese Denkschrift nur für private Zwecke verfasst, und die Veröffentlichung durch den Bund Neues Vaterland als Antikriegs-Flugschrift erfolgte gegen seinen Willen. In der Folge verlor er seinen Sitz im Preußischen Herrenhaus und zog sich aus der aktiven Politik zurück.
Auf einer Liste bekannter Pazifistinnen und Pazifisten, die die Berliner Landespolizei zum 31. Januar 1918 angelegt hatte, stand neben 30 weiteren prominenten Namen auch derjenige von Elsbeth Bruck.

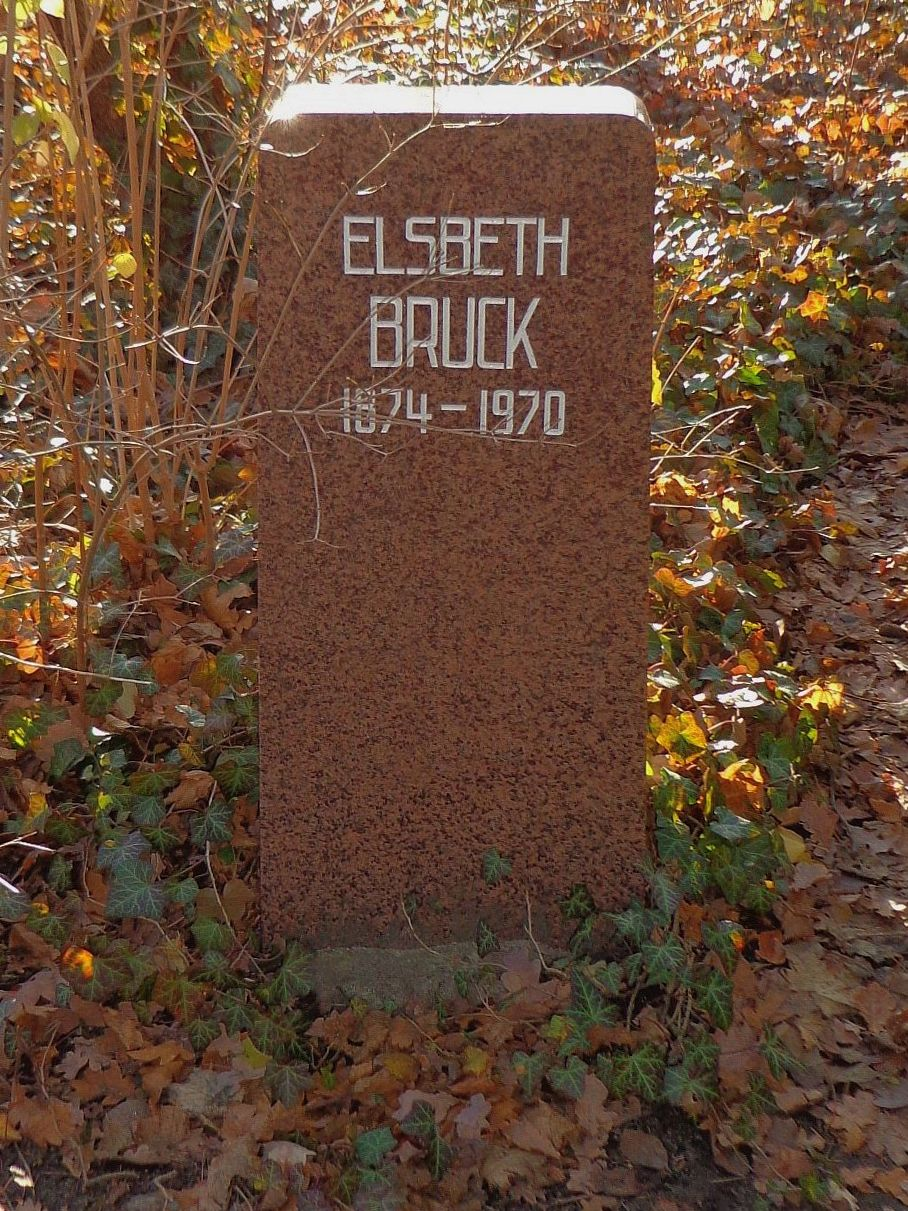
Ehrengrab von Elsbeth Bruck auf dem Zentralfriedhof Friedrichsfelde

Um 1920 gehörte Bruck dem Bund für proletarische Kultur an, der 1919 von Ludwig Rubiner, Arthur Holitscher, Rudolf Leonhard, Franz Jung und Alfons Goldschmidt gegründet worden war und in dem Kommunisten neben Anarchisten und Syndikalisten mitwirkten. Andere Mitglieder des schon 1921 wieder auseinanderbrechenden Bundes waren der österreichische Journalist und Verleger Felix Stössinger, der Schriftsteller Max Barthel, die Schauspielerin Gertrud Eysoldt, die Maler und Grafiker Hans Baluschek, Heinrich Vogeler und Heinrich Zille und der Architekt Bruno Taut.
Zur Zeit des Nationalsozialismus in Deutschland ging Bruck wegen ihrer jüdischen Abstammung ins Exil, zunächst nach Prag in die Tschechoslowakei, dann in das Vereinigte Königreich. Dort lebte sie der Volkszählung im Jahre 1939 zufolge in der Gemeinde Amersham (Buckinghamshire) nordwestlich von London und verdiente ihren Lebensunterhalt als Lehrerin für Stimmbildung. Nach ihrer Rückkehr aus England lebte Bruck in Ost-Berlin und engagierte sich zeitlebens weiterhin für Freiheit und Menschenrechte. 

Gemeinsam mit ihrer Freundin und Mitbewohnerin Cläre Jung unterstützte sie auch Zenzl Mühsam, die verarmte Witwe des ermordeten jüdischen Dichters Erich Mühsam, indem sie in Buchhandlungen gezielt nach seinen Werken fragten. Bruck veranstaltete zudem – wie sie es schon zuvor zu seinen Lebzeiten in den 1920er Jahren getan hatte – öffentliche Lesungen von Mühsams Werken. Mühsam hatte schon in einem Tagebucheintrag vom 13. September 1922, nachdem er von ihrem Tod erfahren hatte (was sich später als Falschmeldung herausstellte), über sie geschrieben: 

„Elsbeth Bruck hat sich, wie die ‚Rote Fahne‘ berichtet, in Berlin erschossen. Das war eine feine, kluge, charaktervolle, von Idealismus erfüllte Frau. Sie tat während des Krieges treu ihre Pflicht und wirkte, ohne Gefährdung und Haft zu scheuen, gegen das Gemetzel und für Aufklärung im Sinne pazifistisch-sozialistischer Ideen. Später stellte sie ihr schönes Rezitationstalent in den Dienst revolutionärer Bestrebungen, und auch von mir hat sie in München und in Berlin Kampfverse vor Arbeitern vermittelt.“

Bruck blieb zeitlebens unverheiratet. Im hohen Alter verfasste sie um 1970 ihre mehr als 200 Seiten umfassende Autobiografie mit dem Titel Ein Leben für den Frieden, für die Cläre Jung ein Nachwort verfasste und die als unveröffentlichtes, maschinengeschriebenes Manuskript im Deutschen Exilarchiv in Frankfurt am Main vorliegt.
Elsbeth Bruck starb am 20. Februar 1970 im Alter von 95 Jahren in Berlin. Sie fand ihre letzte Ruhestätte in einem Ehrengrab am Pergolenweg auf dem Zentralfriedhof Friedrichsfelde. Ihr Nachlass befindet sich im Märkischen Museum Berlin.

## Familie
Ihre ältere Schwester Charlotte (geboren 1865) heiratete ihren verwitweten Onkel Josef Mockrauer (1845–1895), einen Bruder ihrer Mutter. Sie war die Mutter des Philosophen und Erwachsenenbildners Franz Mockrauer.
Für ihre Schwester Franziska (geboren 1866), die sich im Januar 1942 vor der drohenden Deportation das Leben nahm, wurde am 22. Juni 2011 an ihrem ehemaligen Wohnhaus in der Prinzregentenstraße 75 in Berlin-Wilmersdorf ein Stolperstein verlegt.

## Schriften
- Ein Leben für den Frieden. Autobiografie. Mit einem Nachwort von Cläre M. Jung. Berlin 1970, maschinenschriftlich, ungedruckt DNB 1079499083